# Борщов, Сергей Семёнович
Сергей Семёнович Борщов (Барщов) (1754—1837) — генерал-лейтенант русской императорской армии, сенатор.

## Биография
Представитель рода Борщовых. Родился в 1754 году. Службу начал в 1770 году рядовым в гвардии, в 1782 году получил чин прапорщика. В 1788 и 1790 годах участвовал в военных действиях против шведов. В 1796 году был произведён в полковники, год спустя — в генерал-майоры, в 1799 году — в генерал-лейтенанты. В том же году, по высочайшему повелению, был зачислен в комиссариатский штат и определён присутствующим в Военную коллегию.
С 5 февраля 1800 года был назначен на должность генерал-кригскомиссара, а 20 июля 1805 года ему было повелено присутствовать во 2-м департаменте Сената. Был уволен от службы согласно прошению 13 марта 1817 года.
Умер 10 (22) августа 1837 года. Был похоронен на Ильинском погосте Буйского уезда Костромской губернии (на территории современного Сусанинского района).

## Награды
- Орден Святой Анны 1-й степени (1802).
- Орден Святого Владимира 4-й степени (1819)[4].

## Семья
Был женат на Александре Фёдоровне Дубянской (17.04.1769 — 12.09.1798). Их дети:
- Екатерина (1785—1796)
- Александра (1787—1809), в замужестве — Бибикова
- Надежда (1790—1859)
- Мария (1791—1825), в замужестве — Задонская
- Александр (1792—1807)
- Михаил (1793—01.12.1862)

## Память
Дом Борщова, расположенный на центральной площади города Костромы, ныне является памятником архитектуры эпохи классицизма.